# 代扣会费
代扣会费（checkoff）是在美国一些组织向特定农业商品生产者收取费用，并使用这些基金来进行市场营销及商品的研究工作。这些组织必须采用通用的方法来进行营销，而不能宣传特定的生产者。代扣会费的程序目的是，通过市场推广、增加需求及开发新用途和市场等手段来改善相关产品的市场地位。
根据1996年的《商品、促销、研究及信息法案》（Commodity, Promotion, Research and Information Act of 1996），美国农业部负责监督代扣会费组织的构成。

## 主要的代扣会费组织
- 美国蛋类委员会（American Egg Board）
- 美国羊肉委员会（American Lamb Board）
- 棉花委员会（Cotton Board）
- 奶牛代扣会费组织（Dairy Checkoff Works!）
- 美国羊毛委员会（Mohair Council of America）
- 蘑菇委员会（Mushroom Council）
- 国家牧场牛肉促销及研究委员会（National Cattlemen's Beef Promotion and Research Board）
- 国家谷物生产者联合会（National Corn Growers Association）
- 国家蜂蜜委员会（National Honey Board）
- 国家西瓜促销委员会（National Watermelon Promotion Board）
- 国家花生委员会（National Peanut Board）
- 国家猪肉委员会（National Pork Board）
- 爆米花委员会（Popcorn Board）
- 美国高丛蓝莓委员会（U.S. Highbush Blueberry Council）
- 联合大豆委员会（United Soybean Board）
- 美国马铃薯委员会（United States Potato Board）